# Смехобот
«Смехобот» (англ. Funnybot) — эпизод 1502 (№ 211) сериала «Южный парк», премьера которого состоялась 4 мая 2011 года. Российская премьера состоялась 12 ноября на канале 2х2 под тем же названием.

## Сюжет
Джимми устраивает конкурс комедиантов, где в номинации «Самые несмешные люди» побеждают немцы. В надежде доказать обратное, германские инженеры создают робота-комедианта «Смехобот».
Смехобот штурмует мир комедии, становясь повсеместным во всех видах СМИ. Это огорчает многих известных комиков-людей, таких как Адам Сэндлер и Джей Лено, которые опасаются за свои средства к существованию. Комики решают штурмовать начальную школу Южного парка, требуя, чтобы ученики остановили Смехобота.
Встретясь со Смехоботом, Джимми, Стэн, Картман и Кайл обнаруживают, что он планирует уничтожить мир в качестве окончательной шутки. Смехобот подключается к оборонным мейнфреймам США и России, вооружая ядерные ракеты обеих стран. Мальчики не могут отключить робота из-за защитного поля, окружающего его. Однако Кайл вспоминает, что роботы могут быть сбиты с толку логическим парадоксом, что вдохновляет Джимми вручить Смехоботу награду за комедию. Это ставит робота в тупик, поскольку тот, кто принимает награду за то, что он смешной, явно воспринимает себя и комедию всерьёз, что совсем не смешно. Цикл в конечном итоге перегружает Смехобота, отключая его.

## Отзывы
IGN дал эпизоду 6,5 баллов 10, заявив, что "этот эпизод можно описать тремя словами: не очень хорошо".

## Пародии
- За основу поведения и речи Смехобота взят робот Странник (Номад, Nomad) из сериала Звёздный путь, сезон 2, 3 серия (Подменыш, Changeling). Оттуда же взята сцена с логическим парадоксом.
- Смехобот пародирует поведение и внешний вид инопланетных созданий Далеков из вселенной Доктора Кто, дроида R2-D2 и пыточного дроида империи из вселенной Звёздных войн.
- После каждой своей шутки Смехобот произносит «Awkward!» (в разных переводах «Вот незадача!» или «Ой, косяк!»), это возможно отсылка к шуткам Эдди Мерфи. Фраза «Awkward!» также заменяет характерное для Далеков (которых пародирует Смехобот) восклицание «Exterminate!» (Уничтожить!). Во Вселенной Доктора Кто главная задача расы Далеков — уничтожение всего живого. Более того, один раз Смехобот произносит характерное «Exterminate!», когда собирается уничтожить Землю.
- Смехобот убивает своего секьюрити, что отсылает к фильму «Старикам тут не место».
- Эпизод является пародией на премию The Comedy Awards, учреждённой Comedy Central и MTV в марте 2011 года.
- Тайлер Перри в школьном коридоре просит заказать блинчиков из International House of Pancakes.
- Последняя сцена Обамы пародирует его речь про убийство Бен Ладена.
- Фильм, где все роли играет Смехобот, — пародия на фильм «Чокнутый профессор».
- 4 удара в последней сцене эпизода, возможно, являются отсылкой к сериалу Доктор Кто, где эти 4 удара грозят смертью главному герою.

## Факты
- В этом эпизоде появляется Райан Волмер (отец Джимми) впервые со времён эпизода «Ночь живых бомжей».
- Во время речи Смехобота с большого телевизора под ним можно увидеть рекламу EG (пародия на LG) и плакат мюзикла Mamma Mia!.
- Во время сцены в спортзале Джей Лено, угрожая ученикам, направляет пистолет на Кенни, умиравшего последний раз в эпизоде «Енот против Енота и друзей», что создаёт предвкушение его новой смерти. Однако, во время этой сцены убит никто не был. Подобная сцена уже была в эпизоде «Улётное время». Не будучи убитым Джеем Лено, после сцены в спортзале Кенни исчезает и в последующих сценах не появляется.
- В эпизоде присутствует зубной босс Луги (Луиджи), когда класс бежит от немцев и комиков.
- Картман демонстрирует знание немецкого языка, когда пытался по-немецки договориться с немецким правительством, захватившими спортзал, чтобы те взяли в качестве выкупа Кайла, ссылаясь на их «любимую» нацию.
- Все претензии немцев в этой серии высказывает немецкий президент Йоахим Гаук. А персонаж, похожий на Ангелу Меркель, большую часть серии просто стоит на фоне и молчит (однако, когда она говорит, голос у неё очевидно-мужской). Ситуация может быть иронией над тем, что в настоящей жизни всё наоборот, и не все в курсе, что в Германии вообще есть президент.